# Geordine Henry
Geordine Henry (* 21. März 1988) ist eine jamaikanische Badmintonspielerin. 

## Karriere
Geordine Henry wurde 2008 erstmals nationale Meisterin in Jamaika. Ein weiterer Titelgewinn folgte 2012. Bei den Carebaco-Meisterschaften gewann sie 2011 Silber, 2014 Silber und Bronze. 2014 startete sie ebenfalls bei den Commonwealth Games.